# Petagram
Petagram är en SI-enhet som motsvarar 1015 gram, alltså en biljard gram. SI-symbolen för petagram är Pg.
Namnet kommer från SI-prefixet peta, som är lika med en biljard.